# Hypoxis acuminata
Hypoxis acuminata là một loài thực vật có hoa trong họ Hypoxidaceae. Loài này được Baker mô tả khoa học đầu tiên năm 1889.